# 魚樂圈
《魚樂圈》（英語：Fish Hooks）為一部迪士尼電視動畫。故事圍繞在許多大魚缸當中，且將魚的生活擬人化。就讀校園定為淡水高中（Freshwater High）。

## 集數
| 季數 | 區隔 | 集数 | 集数 | 首播日期      | 首播日期       |
| 季數 | 區隔 | 集数 | 集数 | 首映          | 季终           |
| ---- | ---- | ---- | ---- | ------------- | -------------- |
| 1    | 40   | 21   | 21   | 2010年9月3日  | 2011年10月21日 |
| 2    | 42   | 22   | 22   | 2011年10月7日 | 2013年5月17日  |
| 3    | 28   | 16   | 16   | 2013年6月7日  | 2014年4月4日   |

## 登場角色

### 主要
- 米羅（Milo）

配音：凱爾·梅西（美國）；何志威（台灣）；楊潮凱（香港）
是一隻泰國鬥魚，身體以藍色系為主。
熱愛冒險，認為自己很帥氣，不過事實上只是一個標準的窩囊廢。
喜歡漫畫和倉鼠，討厭清理環境和惡霸，最好的朋友是奧斯卡。
曾擔任淡水高中美式足球隊的送水小弟。
本來跟潘蜜拉為情人關係，但後來因為某些原因而切了。
- 美美（Bea Goldfishberg）

配音：雀兒希·凱恩（美國）；丘梅君（台灣）；鄭佩嘉（香港）；庄司宇芽香（日本）
是一隻金魚，留有一頭紅色長髮，佩帶星星髮箍。
非常喜愛漂亮.流行.打扮和聊天，對於自己的外貌頗為自信，曾一度認為自己很受歡迎，因此免不了有些自以為是的作為。
其實她的心地很善良，經常幫助有困難的同學。
結局後和奧斯卡交往。
- 奧斯卡（Oscar）

配音：賈斯汀·羅蘭德（美國）；周寧（台灣）；陳仕文（香港）；荻野晴朗（日本）
具有棕色爆炸頭和鬍鬚。
喜歡玩電腦遊戲、讀科幻小說、嚮往到遠方旅行、希望能考上好的大學。
討厭倉鼠，暗戀美美，後來與美美正式交往。

### 淡水高中學生
- 貝貝（Clamantha）

配音：亞歷克斯·赫希（美國）；雷碧文（台灣）；林小寶→賴芸芬（香港）；愛河里花子（日本）
是一個海蚌，淡水高中的啦啦隊隊長，曾擔任過年鑑總編輯。
暗戀奧斯卡至瘋狂的地步，常不小心吐出珍珠。

- 章魚弟弟·路德維·范登布希（Jocktopus Ludwig Vandenbush）

配音：約翰·迪馬喬（美國）；鈕凱暘（台灣）；陳振聲（香港）
是一隻章魚，淡水高中的惡霸。
擔任淡水高中美式足球隊的隊員，曾獲得MVP的殊榮。

- 阿喜（Shellsea）

配音：卡里·瓦爾格倫（美國）；劉小芸（台灣）；郭碧珍→馬慧琪（香港）
是一隻粉紅色的魚。
美美的好友。
興趣似乎是追求流行、時尚、打扮，以及看帥哥。

- 卡伊（Koi）

配音：雷切爾·德拉奇（美國）；劉小芸（台灣）
是一隻魚，體型很大。
只會發出只有魚聽得懂的話。

- 亞伯特·格拉斯（Albert Glass）

配音：阿提克斯·謝弗（美國）；高幼帆（台灣）；馬慧琪（香港）
是一隻墨魚。
興趣是閱讀、思考和拉小提琴，是全校最守秩序的學生，加入社團為地圖研究社。
常被章魚弟弟欺負。
曾得過水腫。

- 強強蝦（Jumbo Shrimp）

配音：史蒂芬·克里斯托弗·帕克（美國）
如同名字，是隻蝦子，知識多廣，童年時期常被叫小蝦米。

- 藍迪·平鉗森（Randall "Randy" Pincherson）

配音：喬什·薩斯曼（美國）；鈕凱暘（台灣）
一隻招潮蟹，愛挑釁，勒索，閒聊以及各種原因威脅學生。是米羅的死對頭，有點暗戀美美。

### 特別人物
- 安琪拉(Angela) 配音員: 美:Felicia Day

鹹水高中的學生。在電玩辯論比賽中遇到奧斯卡。與奧斯卡交往過，分手後與強強蝦在一起。
- "'潘蜜拉"'

倉來嗚的明星，在偶然之下碰到扮成倉鼠的米羅。

### 淡水高中師長
- 光光老師（Mr. Baldwin）

配音：達娜·斯奈德（美國）；夏治世（台灣）；李建良（香港）
是一隻海馬。淡水高中的教師，非常古板。

- 鮭魚教練（Coach Salmons）

配音：理查德·西蒙斯（美國）；夏治世（台灣）；張振聲（香港）
如同名字，是隻鮭魚。淡水高中的體育教師及健康輔導員，非常的熱情。
- 大力教練（Mr. Mussels）

配音：Tiny Lister（美國）；周寧（台灣）；張振聲（香港）；間宮康弘（日本）
是一隻貽貝，總是衝動行事，但在非常時期會說中肯話。

- 史提拉校長（Principal Stickler）

配音：傑里·斯蒂勒(第一季)傑夫·貝內特（美國）；何志威（台灣）；張振聲（香港）
是一隻海膽。淡水高中的校長。
刺斷了會自己長新的刺。
- 青蛙博士（Dr. Frog）

配音：凱文·麥克唐納（美國）；黎景全（香港）
淡水高中新聞社的老師。學生只有美美一個，常常課上到一半就要浮上水面去呼吸。
- 阿莉老師

是一隻魷魚,養了隻寵物叫阿提拉，但阿莉老師將牠視為自己的兒子。